# Унциал
Унциалът е написана изцяло с главни букви (маюскулна) писменост, използвана често между IV и VIII век  от латински и гръцки писари. Унциалните букви са използвани за писане на гръцки и латински, както и на готски език, и са настоящ стил за коптски и нобиински език.

## Развитие
Ранният унциал най-вероятно се е развил от късния римски стил littera capitalis rustica. Ранните му форми се характеризират с широки букви, изписани с един щрих с прости кръгли форми, което се свързва с новите материали за писане като пергамент и велум. Това контрастира с ъгловите букви, изписани с няколко щриха, които са по-подходящи за по-груби повърхности, като папирус. В най-старите примери на текстове с унциал, като например фрагмент от Papyrus Oxyrhynchus 30 от Британската библиотека (от края на I или началото на II век), всички букви са отделени една от друга, но думите обикновено не са разделени. Разделянето на думи е характерно за по-късната употреба на унциал.
С развитието на унциал през вековете буквите стават все по-сложни. По-конкретно, около 600 г. сл. Хр., в ръкописите започват да се появяват украсяване и уголемяване на основните щрихи. Първите основни промени са удължаване на вертикалните щрихи над и под основната линия, последвани от завъртания на перото в основния щрих и припокриване. Около 800 г. сл. Хр., когато се появяват по-компактните минускулни писмености (с малки букви), някои от еволюиралите унциални стилове стават основа за тези опростени варианти. Има над 500 оцелели копия на унциални текстове; като по-големият брой от тях предшестват Каролингския ренесанс. Около X век унциалът все още се използва извън Ирландия, особено за копия на Библията. Островният вариант на унциала остава стандартната писменост, използвана за писане на ирландски език до средата на XX век.

## Национални особености
Поради изключително широкото му използване във византийски, африкански, италиански, френски, испански и „островни“ (ирландски, уелски и английски) центрове, съществуват различни характерни особености на унциала:
- Африканският (т.е. северноафрикански от римско време) унциал е по-ъгловат от другите форми на унциала. В частност, дъгата на ⟨ а ⟩ е особено остра и заострена.
- Византийският унциал има два варианта, всеки с уникални характеристики: „b-d унциал“ използва форми на ⟨ b ⟩ и ⟨ d ⟩, които са по-близки до полуунциала (вижте по-долу) и се използва през IV и V век; „b-r“ унциал, използван през V и VI век, има форма на ⟨ b ⟩ която е два пъти по-голяма от другите букви, ⟨ r⟩ с дъга, опираща се на основната линия, и греда, спускаща се под основната линия (долна дължина).
- Италианският унциал има по-плоски върхове на кръглите букви (⟨ c ⟩ ⟨ e ⟩ ⟨ o⟩ и т.н.), остра дъга (както в африканския унциал), почти хоризонтална, а не вертикална греда в ⟨ d ⟩ и раздвоени финиали (т.е. серифи в някои букви като ⟨ f ⟩ ⟨ l ⟩ ⟨ ⟨ t ⟩ и ⟨ s ⟩.
- Островният унциал (да не се бърка с отделната писменост insular script) обикновено има ясно разделяне на думите и ударения върху ударените срички, вероятно защото ирландските писари не са говорили език, произлизащ от латинския. Те също така използват специфични островни писмени съкращения, които не се срещат в други унциални форми, използват клиновидни финиали, свързват леко спуснат индекс „висящо ⟨ i ⟩" с ⟨ m⟩ или ⟨ h ⟩ (когато е в края на думата) и украсяват текста с животни и точки („островно точкуване“, често в групи от по три).
- Френският (меровингският) унциал използва тънки долни дължини (в ⟨ g ⟩ ⟨ p ⟩ и т.н.); ⟨ x ⟩ с линии, които се пресичат по-високо от средата, ⟨ d ⟩ с извита греда (донякъде наподобяваща ябълка), а има и много декорации с риби, дървета и птици.
- Кирилицата се е развила от гръцкия унциал в края на IX век (заменяйки глаголицата) и първоначално е използвана за писане на текстове на староцърковнославянски литургичен език. По-ранната форма се е наричала устав (преобладаваща през XI – XIV век), а по-късно се е развила в полуустав (XV – XVI век).

## Други приложения
Думата унциал понякога се използва и за обозначаване на ръкописи, написани с унциал, особено когато се прави разлика от тези, написани с минускул. Някои от най-забележителните гръцки унциали са:
- Codex Sinaiticus
- Codex Vaticanus
- Codex Alexandrinus
– това са три от така често наричаните четирите велики унциални кодекса
- Codex Bezae
- Codex Petropolitanus Purpureus